# Кудеснерське сільське поселення
Кудесне́рське сільське поселення (рос. Кудеснерское сельское поселение) — муніципальне утворення у складі Урмарського району Чувашії, Росія. Адміністративний центр — присілок Кудеснери.

## Населення
Населення — 1535 осіб (2019, 1840 у 2010, 1932 у 2002).

## Склад
До складу поселення входять такі населені пункти:
| Населений пункт         | Населення, осіб (2002) | Населення, осіб (2010) |
| ----------------------- | ---------------------- | ---------------------- |
| Ізбебі, присілок        | 311                    | 303                    |
| Кудеснери, присілок     | 1233                   | 1163                   |
| Нові Щелкани, присілок  | 108                    | 96                     |
| Старі Щелкани, присілок | 280                    | 278                    |